# Commentaires sur Daniel, les petits prophètes et l'Ecclésiaste de Cîteaux
Les Commentaires sur Daniel, les petits prophètes et l'Ecclésiaste de Cîteaux est un manuscrit enluminé copié par le scriptorium de l'abbaye de Cîteaux au cours du premier tiers du XIIe siècle. Il contient des commentaires de Jérôme écrits en latin sur divers livres de l'Ancien Testament.
Comptant parmi les chefs-d'oeuvre des manuscrits de l'abbaye, il illustre, par ses enluminures, la production artistique dans l'art roman du livre et plus particulièrement le « deuxième style de l'abbaye de Cîteaux ».
Après la Révolution française et la nationalisation des collections, le manuscrit fut déposé, comme la majorité, à la bibliothèque municipale de Dijon où il est conservé encore aujourd'hui.

## Aspect codicologique et historique

### Approche matérielle
Ce manuscrit se compose d'une reliure Cirey, restaurée en 1952, représentant les armes de Cîteaux rapportées. Pour ce qui est des cahiers, plusieurs sont faits à partir d'un parchemin de belle qualité. Plus précisément :
- un parchemin de type 1 (à la surface plus pelucheuse) pour les 15 premiers cahiers (f. 1-116, sauf 112v-113)
- un parchemin de type 2 (à la surface plus lisse) pour les 12 derniers cahiers (f.117-209) et 112v-113[1]

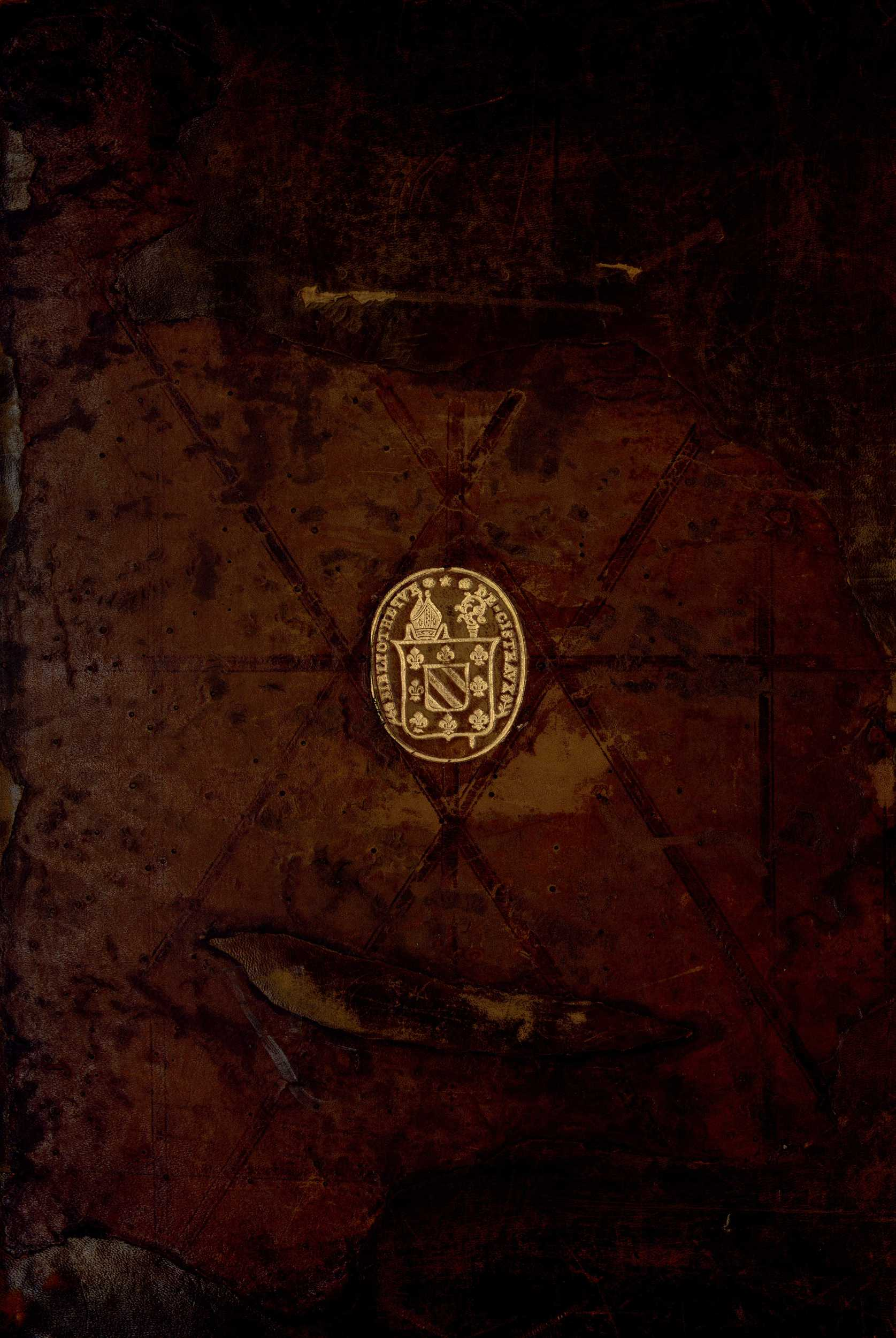
Reliure Cirey, restaurée en 1952, avec les armes de Cîteaux rapportées, Dijon, BM, ms. 132.

### Les mains des copistes
Spécialiste des manuscrits de l'abbaye de Cîteaux, Yolanta Załuska a distingué au moins sept scribes qui auraient participé à la copie du manuscrit des Commentaires sur Daniel, les petits prophètes et l'Ecclésiaste. Elle les répartit comme suit en effectuant des rapprochements avec les mains d'autres manuscrits :
- Scribe A : f. 1-44v (cf. ms. 165).
- Scribe B : f. 44v-129v (cf. ms. 135).
- Scribes C et D (qui semblent alterner) : f. 130-147v.
- Scribe E : f. 147v (ou 148)-156v.
- Scribe F : f. 157-163.
- Scribe G : f. 163v-209 (certainement le même scribe que celui du Légendier de Cîteaux, ms. 641-643)

## Décor
L'intérêt de ce manuscrit réside dans ses enluminures qui permettent de le dater d'autour les années 1120 et 1135 en plein essor du « deuxième style de Cîteaux ». Ce dernier, par rapport au premier style, se distingue par une plus grande monumentalité et des représentations à scène religieuse.
Yolanta Załuska classe d'ailleurs le manuscrit 132 dans la catégorie des « principaux manuscrits décorés dans le deuxième style ». Elle distingue quatre enlumineurs, de talent inégal, qui auraient participé à son décor.

### Le «Maître de Jessé»
Parmi ce groupe d'enlumineurs, un artiste se détache. On lui a attribué le nom de « Maître de Jessé » en raison d'une enluminure figurant l'arbre de Jessé sur un autre manuscrit renfermant les Commentaires sur Isaïe (ms. 129, f. 4v). La qualité de son travail est telle qu'il porte également le titre de « Maître du deuxième style de Cîteaux ».

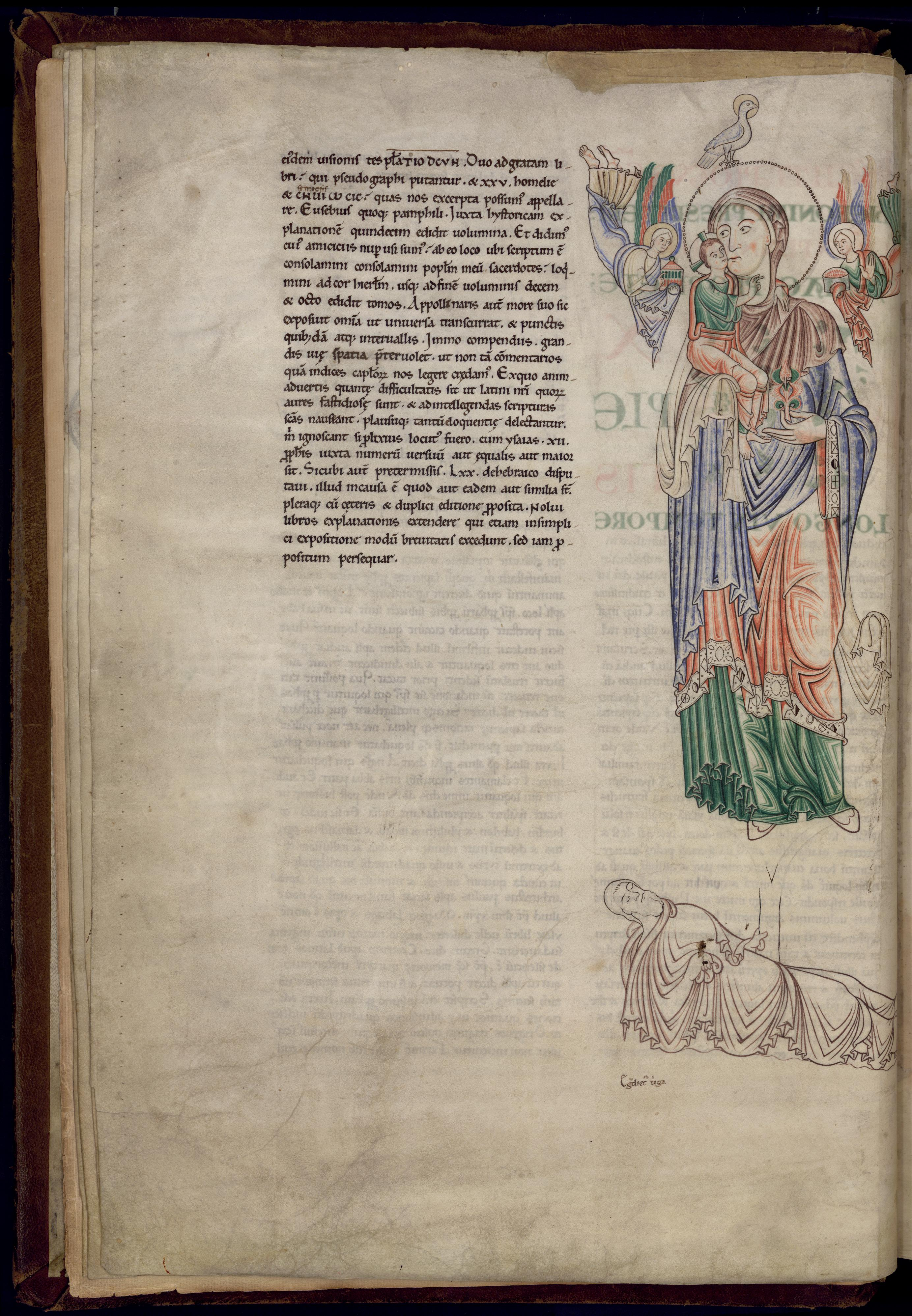
Enluminure qui a donné le nom au « Maître de Jessé » : arbre de Jessé avec une Vierge à l'Enfant.

Dans le manuscrit 132, cinq décors peuvent lui être attribués :
- une miniature : Jérôme qui remet son livre à Marcella suivie de Principia (f. 1)

- une peinture à pleine page : le Christ entouré des douze petits prophètes (f. 2r)
- une peinture à pleine page : Daniel dans la fosse au lion et Habacuc porté par un ange pour lui apporter de quoi se nourrir (f. 2v)
- deux initiales ornées (f. 164 et 191)

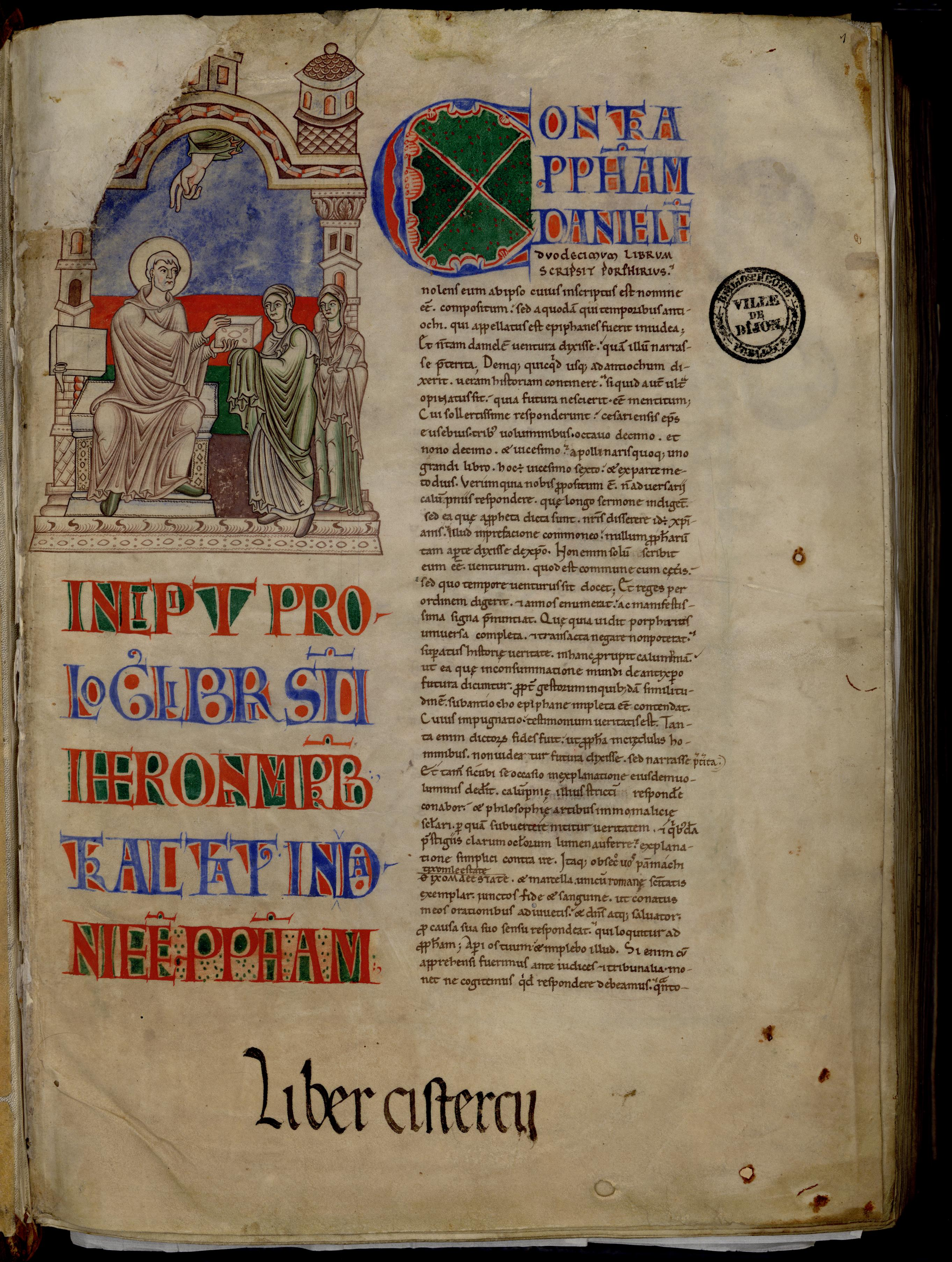
Maître de Jessé, miniature représentant Jérôme qui remet son livre à Marcella suivie de Principia, Dijon, BM, ms. 132, f. 1r.
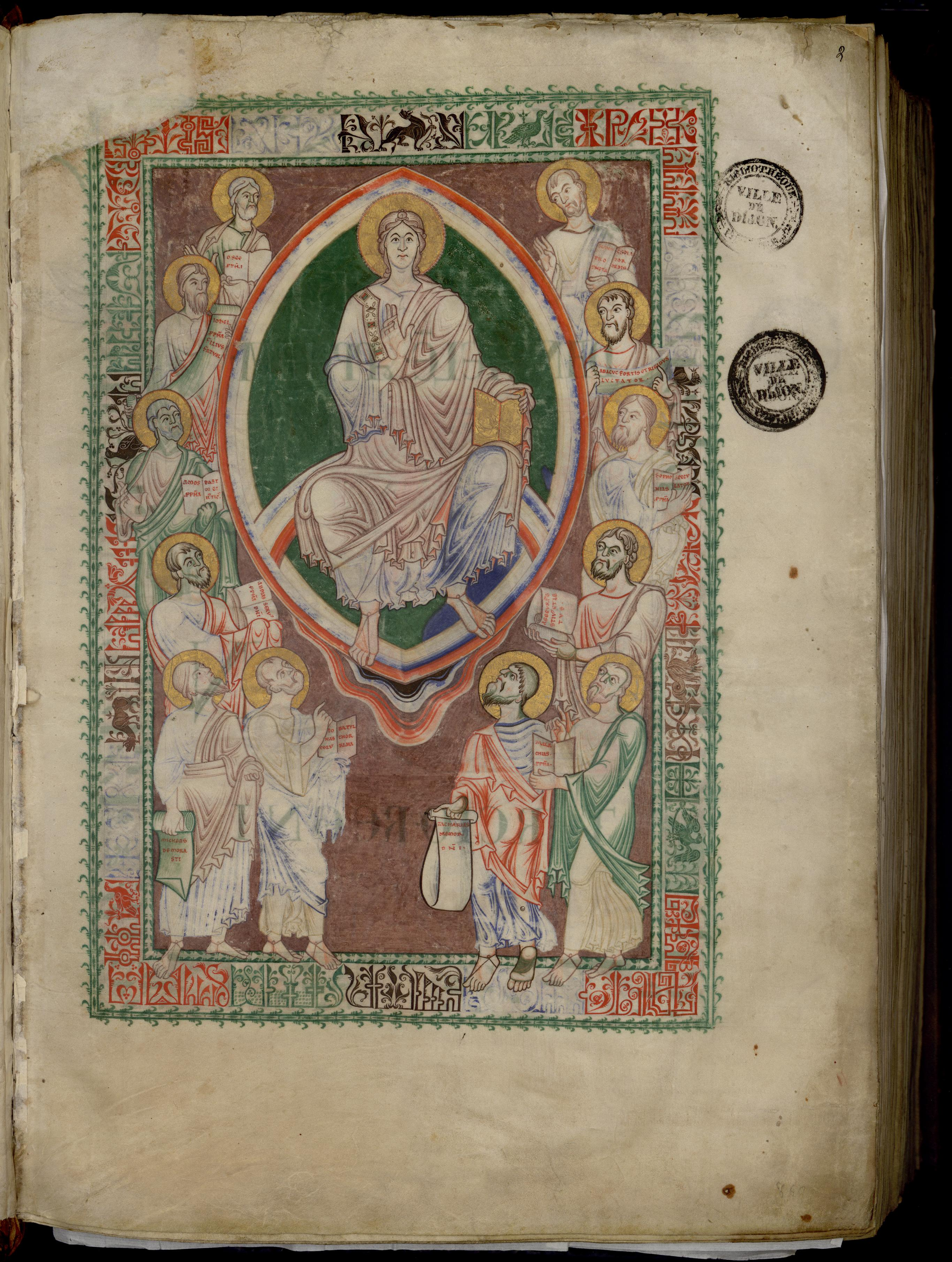
Maître de Jessé, le Christ entouré des douze petits prophètes, Dijon, BM, ms. 132, f. 2r.
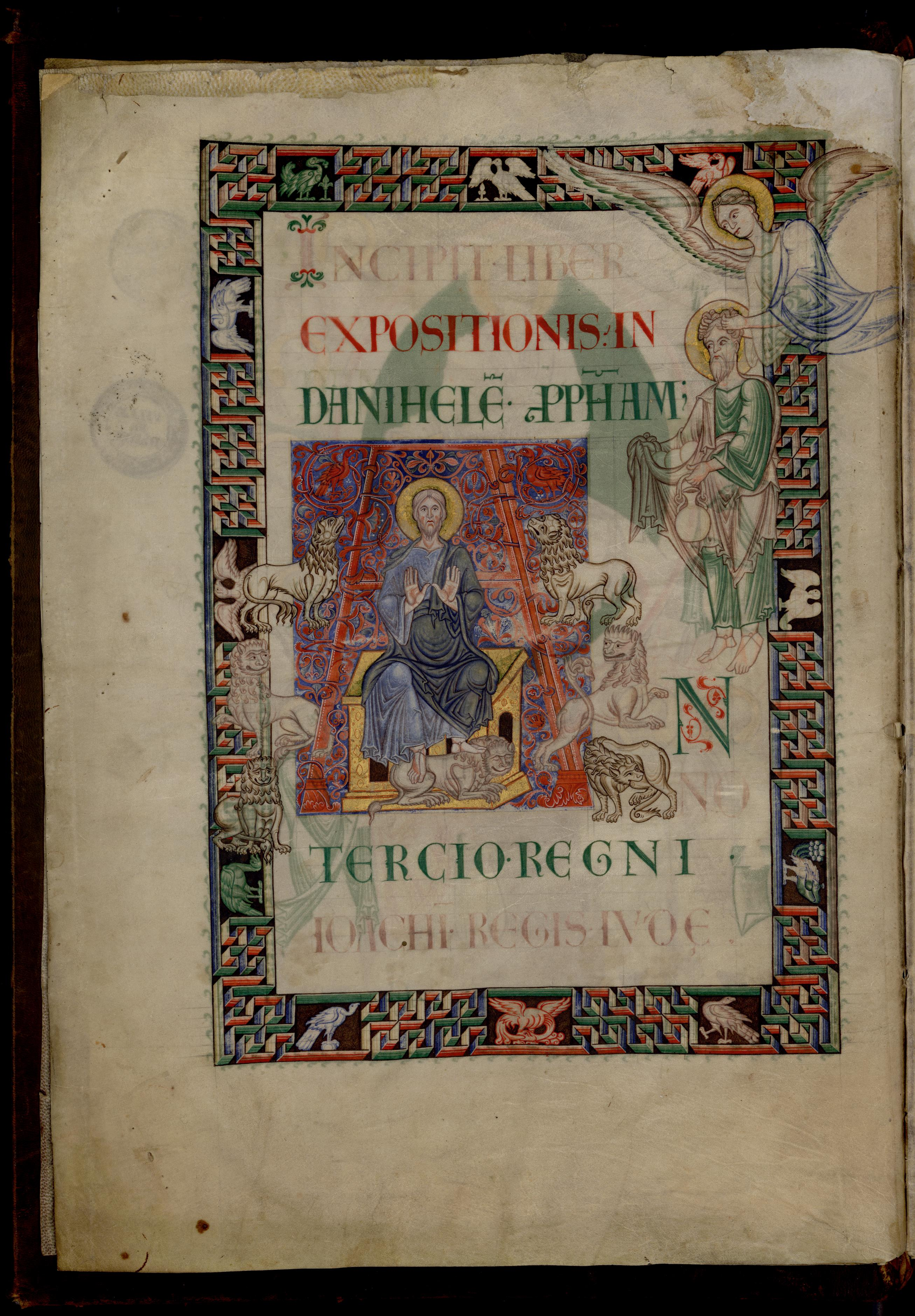
Maître de Jessé, Daniel dans la fosse aux lions et Habacuc porté par l'ange pour le nourrir, Dijon, BM, ms. 132, f. 2v
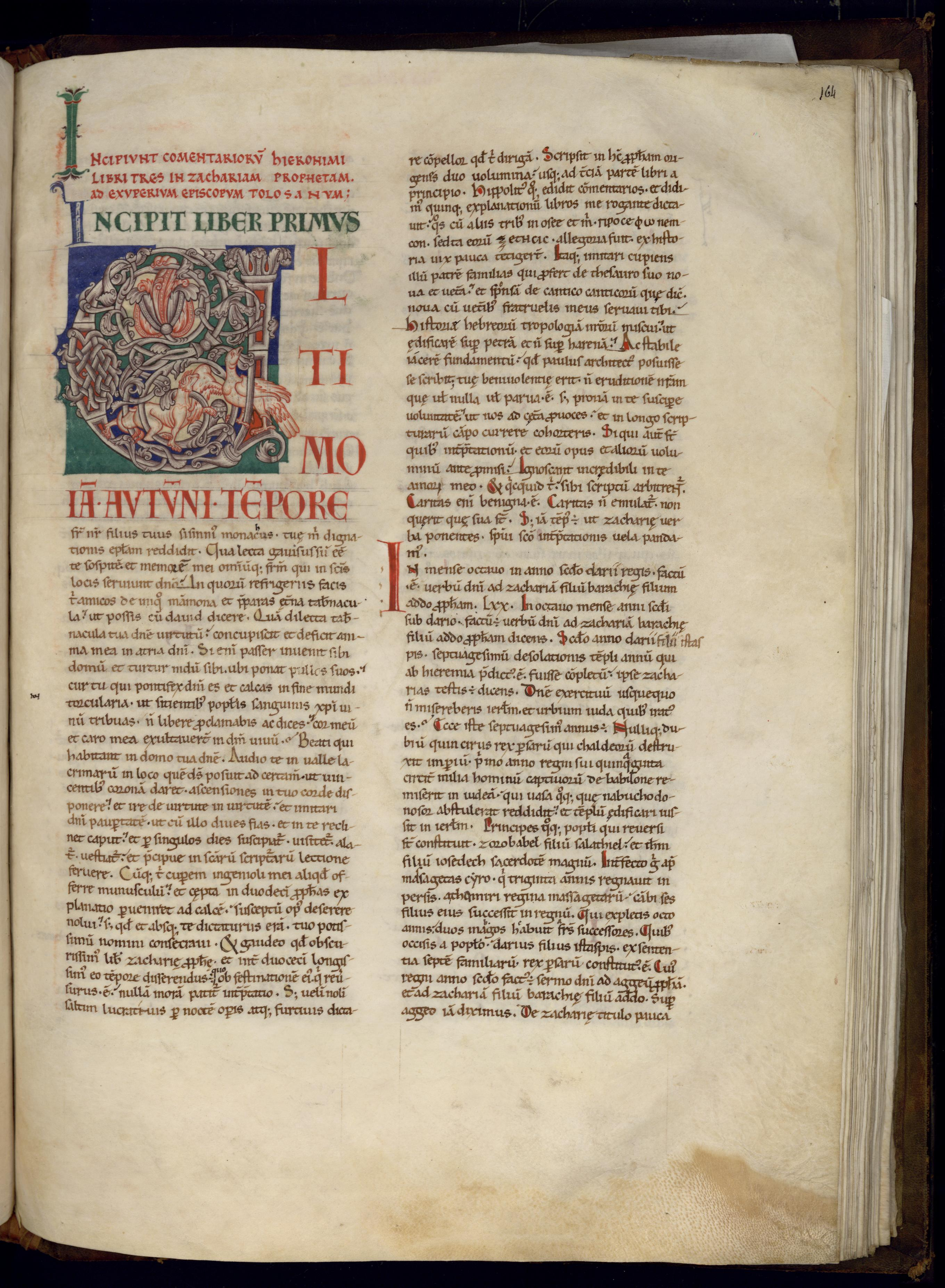
Maître de Jessé, initiale U, Dijon, BM, ms. 132, f. 164r
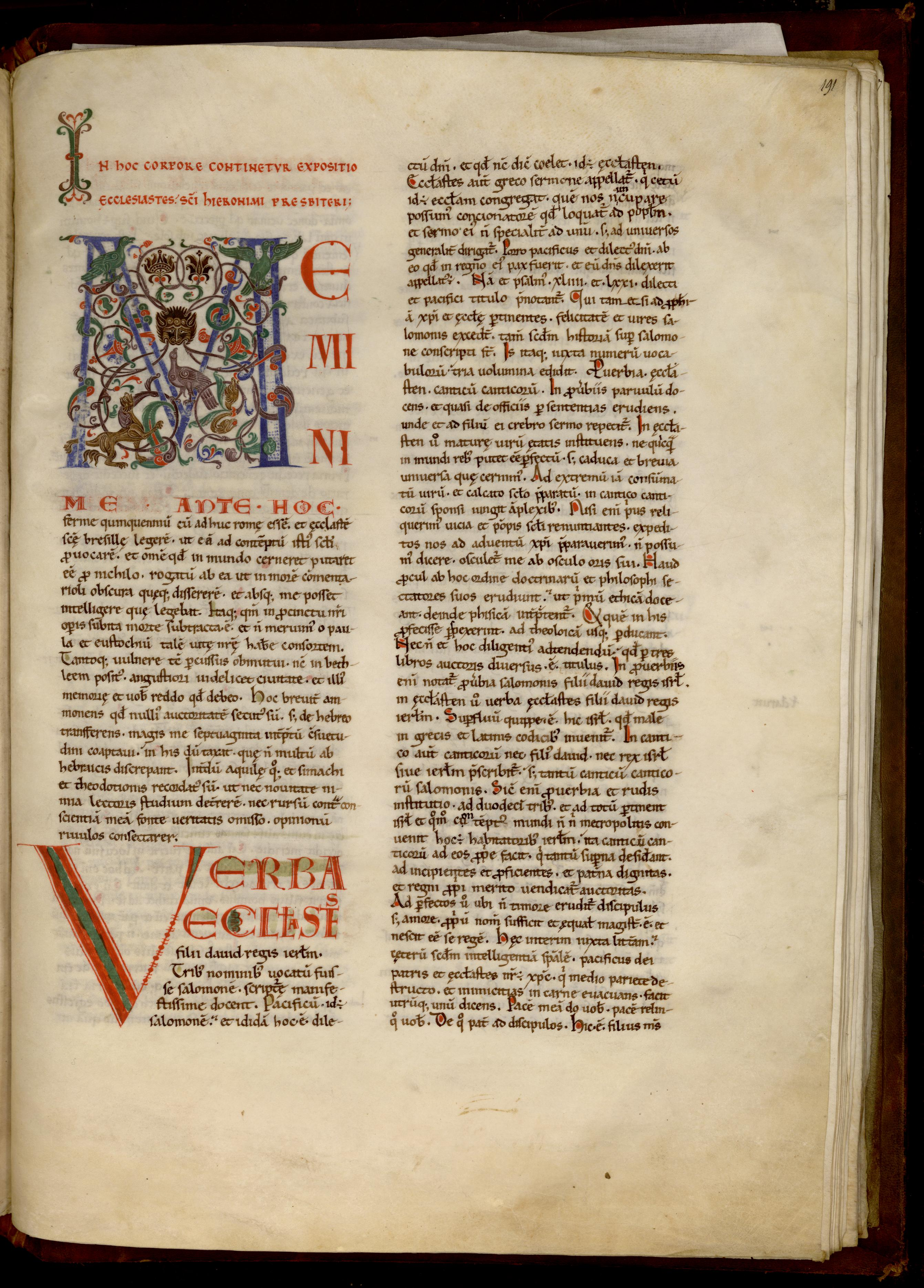
Maître de Jessé, initiale M, Dijon, BM, ms. 132, f. 191r

Les deux peintures à pleine page des folios 2 recto et verso sont celles qui ont suscité le plus d'intérêt. Yolanta Załuska a remarqué que ce feuillet n'était pas présent à l'origine mais qu'il a été rajouté a posteriori pour remplacer une ancienne page de titre.
Quoi qu'il en soit, elles font directement écho au contenu du manuscrit puisque ce dernier renferme notamment les commentaires de Jérôme sur les livres de Daniel et des petits prophètes.

### Les autres enlumineurs
Les décorations d'initiales se répartissent entre les mains d'artistes plus secondaires ayant travaillé sur d'autres manuscrits (parmi elles, la main du ms. 165, celle des initiales de couleur du ms. 180 et celle d'un autre enlumineur peu habile).

### Ouvrages généraux
- Georges Duby, Saint Bernard : l'art cistercien, Paris, Arts et métiers graphiques, 1976 (ISBN 2-7004-0020-8)
- Yolanta Załuska, L'Enluminure et le scriptorium de Cîteaux au 12e siècle, Lille, Atelier national de reproduction des thèses, 1990 (ISBN 9080041319)
- Yolanta Załuska, Manuscrits enluminés de Dijon, Paris, CNRS, 1991 (ISBN 2222043557), n° 32, p. 71-74, pl. XXIII
- Yolanta Załuska (dir.), Voix Enluminées De Cîteaux : Les Manuscrits cisterciens du XIIe siècle de la Bibliothèque municipale, Précy-sous-Thil, Éditions de l'Armançon, 1998 (ISBN 2906594954)

### Catalogues d'exposition
- Saint Bernard et l’art des Cisterciens, sous la direction de Pierre Quarré, Dijon, musée des Beaux-Arts, palais des États de Bourgogne, 1953, Dijon, musée des Beaux-Arts, 1953.
- Les Manuscrits à peintures en France du VIIe s. au XIIe s., sous la direction de Jean Porcher, Paris, Bibliothèque nationale de France, juin – septembre 1954, Paris, Bibliothèque nationale de France, 1954. Lire en ligne.
- L’Art roman, sous la direction de Juan Ainaud de Lasarte et José Miguel Ruiz Morales, Barcelone, Palais National de Montjuich, Saint-Jacques-de-Compostelle. Palais de Gelmírez, Saint-Jacques-de-Compostelle, musée de la Cathédrale, 10 juillet – 10 octobre 1961, Barcelone, Conservatorio de las Artes del Libro, 1961 [Exposition organisée par le Gouvernement espagnol sous les auspices du Conseil de l'Europe].
- La France romane au temps des premiers Capétiens (987-1152), sous la direction de Danielle Gaborit-Chopin, Paris, musée du Louvre, 10 mars – 6 juin 2005, Paris, Musée du Louvre Éditions, Hazan, 2005.